# قائمة حكام بادن

## كونتات في برايسغاو
- برتهولت الأول before 962–982
- برتهولت الثاني 982–1005/06
- برتهولت الثالث 1005/06–1024
- برتهولت الأول 1024–1073

## مرغريفات فيرونا وكونتات في برايسغاو
- برتهولت الأول 1061–1073
- هرمان الأول 1073

## مرغريفات بادن
- هرمان الثاني 1073–1130
- هرمان الثالث 1130–1160
- هرمان الرابع 1160–1190

## بادن المـُـقسـّمة، 1190–1771

### مرغريفات بادن بادن، 1190–1348
- هرمان الخامس 1190–1243
- هرمان السادس 1243–1250
- فريدرش الأول ورودولف الأول 1250–1268
- رودولف الأول 1268–1288
- هسو، رودولف الثاني، هرمان السابع، ورودولف الثالث 1288–1291
- هسو، رودولف الثاني، ورودولف الثالث 1291–1295
- هسو ورودولف الثالث 1295–1297
- رودولف الثالث ورودولف هسو 1297–1332
- رودولف هسو 1332–1335
- رودولف الرابع 1335-1348

### مرغريفات بادن هاخبيرغ، 1190–1418
- هاينريش الأول 1190–1231
- هاينريش الثاني 1231–1290
- هاينريش الثالث 1290–1330
- هاينريش الرابع 1330–1369
- أوتو الأول 1369–1386
- يوهان وهسو 1386–1409
- هسو 1409–1410
- أوتو الثاني 1410–1418

### مرغريفات بادن زاوسنبيرغ، 1290–1503
- رودولف الأول 1290–1313
- هاينريش، رودولف الثاني، وأوتو 1313–1318
- رودولف الثاني وأوتو 1318–1352
- أوتو ورودولف الثالث 1352–1384
- رودولف الثالث 1384–1428
- فيلهلم 1428–1441
- هوغو ورودولف الرابع 1441–1444
- رودولف الرابع 1444–1487
- فيليب 1487–1503

### مرغريفات بادن إبرشتاين، 1291–1353
- فريدرش الثاني 1291–1333
- هرمان التاسع 1333–1353

### مرغريفات بادن بفورتسهايم، 1291–1361
- رودولف الرابع وهرمان الثامن 1291–1300
- رودولف الرابع 1300–1348
- رودولف الخامس 1348–1361

### مرغريفات بادن بادن، 1348–1588
- فريدرش الثالث 1348–1353
- رودولف السادس 1353–1372
- برنهارت الأول 1372–1431، في البداية بالمشاركة مع
- رودولف السابع 1372–1391
- ياكوب 1431–1453
- كارل الأول 1453–1475، في البداية بالمشاركة مع
- برنهارت الثاني 1453–1458
- كريستوف الأول 1475–1515
- برنهارت الثالث 1515–1536
- فيليبرت 1536–1569
- فيليب الثاني 1569–1588

### مرغريفات بادن دورلاخ، 1515–1771
- إرنست 1515–1552
- برنهارت الرابع 1552–1553
- كارل الثاني 1553–1577
- إرنست فريدرش 1577–1604
- غيورغ فريدرش 1604–1622
- فريدرش الخامس 1622–1659
- فريدرش السادس 1659–1677
- فريدرش السابع 1677–1709
- كارل الثالث فيلهلم 1709–1738
- كارل فريدرش 1738–1771 (أصبح مرغريف كل بادن)

### مرغريف بادن سبونهايم، 1515–1533
- فيليب الأول 1515–1533

### مرغريفا بادن روديماخرن، 1536–1596
- كريستوف الثاني 1536–1575
- إدواد فورتونات 1575–1596

### مرغريف بادن رودنهايم، 1575–1620
- فيليب الثالث 1575–1620

### مرغريفا بادن هاخبيرغ، 1577–1591
- ياكوب الثالث 1577–1590
- إرنست ياكوب 1590–1591

### مرغريف بادن زاوسنبيرغ، 1577–1604
- غيورغ فريدرش 1577–1604

### مرغريف بادن روديماخرن، 1622–1666
- هرمان فورتونات 1622–1664
- كارل فيلهلم 1664–1666

### مرغريفات بادن بادن، 1622–1771
- فيلهلم 1622–1677
- لودفيغ فيلهلم 1677–1707
- لودفيغ غيورغ سيمبرت 1707–1761
- أوغست غيورغ سيمبرت 1761–1771

## مرغريف بادن، 1771–1803
- كارل فريدرش 1771–1803، أصبح الأمير الناخب لبادن

## ناخب بادن، 1803–1806
- كارل فريدرش 1803–1806، أصبح دوق بادن الأكبر

## دوقات بادن الكبار، 1806–1918
- كارل فريدرش 1806–1811
- كارل 1811–1818
- لودفيغ الأول 1818–1830
- ليوبولد 1830–1852
- لودفيش الثاني 1852–1856
- فريدرش الأول 1856–1907
- فريدرش الثاني 1907–1918